# Platygyrium squarrosulum
Platygyrium squarrosulum là một loài Rêu trong họ Hypnaceae. Loài này được (Mont.) A. Jaeger mô tả khoa học đầu tiên năm 1878.